# Máel Ruain
Máel Ruain (mort el 792) va ser el fundador i abat-bisbe del Monestir de Tallaght a Dublín, Irlanda. Sovint se'l considera el líder del moviment monàstic conegut com a culdee. No se l'ha de confondre amb l'homònim més tardà Maél Ruain, bisbe de Lusk.

## Fundació de Tallaght
Poc se sap sobre la seva vida. Máel Ruain no era el seu nom personal, sinó el monàstic, format per mael de l'antic irlandès el tonsurat, i Ruain (de Rúadán) que significaria que havia estat monjo del Monestir de sant Rúadán, a Lothra. Tot i que els seus antecedents i primers anys ens són desconeguts, normalment se li atribueix la fundació del Monestir de Tallaght, a la segona meitat del segle viii. Aquest fet es pot sostenir gràcies a una menció al Martirologi de Tallaght on es diu que Maél Ruain va venir a Tallaght portant amb ell "relíquies de sants màrtirs i verges" (cum suis reliquiis sanctorum martirum et uirginum), aparentment amb la intenció de fundar el monestit. No hi ha cap mena d'evidència sobre cap establiment religiós a Tallaght abans de la seva arribada, i tot i que Tamlachtae, el nom en antic irlandès de Tallaght fa referència a un enterrament, en aquells temps els cementiris no es localitzaven al costat de les esglésies. No es coneixen detalls precisos sobre la fundació. Una línia al Llibre de Leinster ha estat interpretada com dient que en 774 el monjo va obtenir el terreny a Tallaght del rei de Leinster Cellach mac Dúnchada (mort en 776), que provenia del clan Uí Dúnchada, però no hi ha cap menció contemporània en cap annal que doni suport a aquesta afirmació. Al Martirologi de Tallaght i a les entrades sobre la seva mort als annals irlandesos se'l menciona com a bisbe.

## Litúrgia i ensenyaments
El deixeble millor conegut de la comunitat de Máel Ruain és Óengus, l'autor del Félire Óengusso, un martirologi en vers o calendari commemoratiu de les festivitats dels sants irlandesos i no irlandesos, i probablement també de la més primerenca versió en prosa, el Martirologi de Tallaght. En el seu epílog al Félire Óengusso, escrit un temps després de la mort de Máel Ruain, Óengus es mostra en deute envers el seu tutor (aite), al qui en altres llocs recorda com a "el gran Sol sobre el sud de la planària de Meath" (grían már desmaig Midi). A principis del s. VIII, Tallaght sembla haver produït també l'anomenat Penitencial antic irlandès.
Tot i que els afers litúrgics són evidents en els dos martirologis no hi ha evidència contemporània sobre pràctica i principis propis de Maél Ruain. Les evidències sobre els seus ensenyaments i influència venen principalment d'una sèrie d'escrits del segle IX provinents de la comunitat de Tallaght. Un dels textos principals és El Monestir de Tallaght (segle ix), on s'enllisten els preceptes i hàbits de Máel Ruain i alguns dels seus companys, aparentment tal com els recordava el seu seguidor Máel Díthruib de Terryglass. La major part del text va sobreviure en un manuscrit del segle xv, RIA MS 1227 (olim MS 3 B 23). D'un origen més incert és el text conegut com a Norma de Céli Dé, que es conserva al manuscrit Leabhar Breac (segle XV) i que conté diverses instruccions per a la regulació i observació de la vida monàstica, sobre tot en assumptes litúrgics. Se'l sol atribuir tant a Óengus com a Máel Ruain, però el text que ens ha arribat és una versió en prosa traduïda de l'original en vers, possibeblemnt escrit en el segle IX per algun membre de la comunitat. Aquestes guies de comportament semblen haver estat basades en les dites dels Pares del desert d'Egipte, en particular les Conferències de John Cassian. Les típiques preocupacions que s'hi expressen inclouen la recitació diària dels salms, l'autocontrol, el domini sobre els desitjos de la carn i la separació de les preocupacions mundanes. Contra les pràctiques dels primers moviments monàstics irlandesos, es diu que Máel Ruain prohibia als seus monjos les pelegrinacions d'ultramar, preferint per contra el foment de la vida comunal dins el monestir.

## Mort i veneració
Els Annals d'Ulster informen que l'any 792 Máel Ruain va morir pacíficament, i es refereixen a ell com a bisbe (episcopus) i soldat de Crist (miles Christi). Als Annals dels quatre mestres, però, on també se'l menciona com a bisbe, s'assigna la seva mort, probablement de forma incorrecta, a l'any 787. Va ser succeït com a abat de Tallaght per Airerán.